# Shinjin-Ō (shogi)
Pour les articles homonymes, voir Shinjin-Ō.
Shinjin-Ō (新人王) est un tournoi de shogi professionnel japonais réservé au jeunes joueurs. Le nom japonais signifie « roi des nouveaux venus » ( (新) = nouveau, (人) = personne , ō(王) = roi) et pourrait se traduire par « couronne des nouvelles recrues ».

## Organisation
Le tournoi a commencé en 1970.  Depuis 2006, le tournoi est réservé aux joueurs professionnels de 26 ans et moins qui n'ont pas encore obtenu le grade de 6e dan professionnel et qui n'ont pas disputé un match pour un titre majeur. Jusqu'en 2005, les joueurs de 30 ans et moins pouvaient participer. Un joueur amateur (sans limite d'âge) peut participer depuis 1986. Depuis 2008, le nombre de participants est limité à 40. L'âge est calculé au 1er octobre de l'année précédant la finale.
Il est sponsorisé par le Shinbun Akahata (journal du parti communiste japonais). C'est le seul tournoi de shogi sponsorisé par un parti politique.
La finale se déroule d'octobre à novembre dans un match au meilleur des trois parties.

## Palmarès
Le tableau suivant présente une liste des lauréats du Shinjin-Ō
| Édition Année                                    | Édition Année | Vainqueur               | Score | Adversaire          |
| ------------------------------------------------ | ------------- | ----------------------- | ----- | ------------------- |
| 1                                                | 1970          | Hideo Yamaguchi         | 2-0   | Sanji Hashimoto     |
| 2                                                | 1971          | Masakazu Wakamatsu      | 2-0   | Hidemitsu Moriyasu  |
| 3                                                | 1972          | Kazuo Ishida            | 2-1   | Kiyusumi Kiriyama   |
| 4                                                | 1973          | Hidemitsu Moriyasu      | 2-0   | Osamu Katsūra       |
| 5                                                | 1974          | Teruichi Aono           | 2-0   | Toshikatsu Yoshida  |
| 6                                                | 1975          | Hidemitsu Moriyasu      | 2-0   | Noburu Sakurai      |
| 7                                                | 1976          | Kazuo Ishida            | 2-0   | Hidemitsu Moriyasu  |
| 8                                                | 1977          | Hidemitsu Moriyasu      | 2-0   | Kazuo Manabe        |
| 9                                                | 1978          | Noburu Kosaka           | 2-1   | Hidemitsu Moriyasu  |
| 10                                               | 1979          | Teruichi Aono           | 2-0   | Toshiyuki Tsubouchi |
| 11                                               | 1980          | Nobuo Mori              | 2-0   | Akira Shima         |
| 12                                               | 1981          | Torahiko Tanaka         | 2-0   | Ito Ka              |
| 13                                               | 1982          | Suichi Ono              | 2-0   | Akira Shima         |
| 14                                               | 1983          | Osamu Nakamura          | 2-0   | Toshio Miyata       |
| 15                                               | 1984          | Suichi Ono              | 2-0   | Osamu Nakamura      |
| 16                                               | 1985          | Keita Inoué             | 2-0   | Taku Morishita      |
| 17                                               | 1986          | Yasuaki Tsukada         | 2-0   | Kenji Waki          |
| 18                                               | 1987          | Toshiyuki Moriuchi      | 2-0   | Hiroyuki Ida        |
| 19                                               | 1988          | Yoshiharu Habu          | 2-0   | Toshiyuki Moriuchi  |
| 20                                               | 1989          | Ichiro Hiura            | 2-0   | Daisuke Nakagawa    |
| 21                                               | 1990          | Taku Morishita          | 2-0   | Yaichio Ohno        |
| 22                                               | 1991          | Toshiyuki Moriuchi      | 2-0   | Taku Morishita      |
| 23                                               | 1992          | Shuji Sato              | 2-0   | Eiji Ishitovi       |
| 24                                               | 1993          | Toshiyuki Moriuchi      | 2-1   | Yasumitsu Sato      |
| 25                                               | 1994          | Tadahisa Maruyama       | 2-0   | Goda ShinTakashi    |
| 26                                               | 1995          | Tadahisa Maruyama       | 2-0   | Koichi Fukaura      |
| 27                                               | 1996          | Takeshi Fujii           | 2-1   | Tadahisa Maruyama   |
| 28                                               | 1997          | Takeshi Fujii           | 2-0   | Tadahisa Maruyama   |
| 29                                               | 1998          | Hiroyuki Miura          | 2-0   | Tadahisa Maruyama   |
| 30                                               | 1999          | Takeshi Fujii (3)       | 2-0   | Kazushiza Horiguchi |
| 31                                               | 2000          | Takayuki Yamasaki       | 2-1   | Kensuke Kitahama    |
| 32                                               | 2001          | Ayumu Matsuo            | 2-0   | Kazuki Kimura       |
| 33                                               | 2002          | Kazuki Kimura           | 2-0   | Daisuke Suzuki      |
| 34                                               | 2003          | Kosuke Tamura           | 2-1   | Naofumi Namekata    |
| 35                                               | 2004          | Takayuki Yamasaki (2)   | 2-0   | Sato Shinya         |
| 36                                               | 2005          | Akira Watanabe          | 2-0   | Yukio Chiba         |
| À partir de 2006, la limite d'âge est de 26 ans. |               |                         |       |                     |
| 37                                               | 2006          | Tetsurō Itodani         | 2-0   | Yasuaki Yokoyama    |
| 38                                               | 2007          | Yasuaki Murayama        | 2-0   | Rysuke Nakamura     |
| 39                                               | 2008          | Amahiko Sato            | 2-0   | Yoshio Hoshino      |
| 40                                               | 2009          | Akihito Hirose          | 2-0   | Taji Nakamura       |
| 41                                               | 2010          | Kenjirō Abe             | 2-1   | Hirohiko Haku       |
| 42                                               | 2011          | Amahiko Sato (2)        | 2-0   | Masayuki Toyoshima  |
| 43                                               | 2012          | Takuya Nagase           | 2-1   | Tetsuya Fujimori    |
| 44                                               | 2013          | Ryūma Tonari            | 2-0   | Tetsuya Fujimori    |
| 45                                               | 2014          | Kōru Abe                | 2-0   | Yuki Sasaki         |
| 46                                               | 2015          | Tatsuya Sugai           | 2-0   | Takahiro Ōhashi     |
| 47                                               | 2016          | Yasuhiro Masuda         | 2-0   | Naohiro Ishida      |
| 48                                               | 2017          | Yasuhiro Masuda         | 2-0   | Daichi Sasaki       |
| 49                                               | 2018          | Sōta Fujii              | 2-0   | Wakamu Deguchi      |
| 50                                               | 2019          | Satoshi Takano          | 2-0   | Yasuhiro Masuda     |
| 51                                               | 2020          | Tenshi Ikenaga          | 2-0   | Yuki Saito          |
| 52                                               | 2021          | Takumi Itō              | 2-0   | Tetsuya Fujimori    |
| 53                                               | 2022          | Shin'ichirō Hattori     | 2-1   | Takayuki Kuroda     |
| 54                                               | 2023          | Hirotoshi Ueno          | 2-1   | Nagisa Fujimoto     |
| 54                                               | 2024          | Shin'ichirō Hattori (2) | 2-0   | Akihiro Takada      |